# سکژپکی
سکژپکی (به لهستانی:  Skrzypki) یک روستا در لهستان است که در گمینا کالینووو واقع شده‌است.